# جبل لوغان
يعد جبل لوجان (Logan) أعلى جبل في كندا وثاني أعلى قمة جبلية في أمريكا الشمالية، بعد جبل ماكنلي (دينالي (Denali)). وقد تمت تسمية الجبل على اسم السيد ويليام إيدموند لوجان(William Edmond Logan)، وهو جيولوجي كندي ومؤسس هيئة المساحة الجيولوجية في كندا (GSC). ويقع جبل لوجان في محمية ومنتزه كلوان القومية الواقعة في ياكون التي تقع في الجنوب الغربي، وهو مصدر نهري هوبارد ولوجان الجليديين. ويعتقد أن جبل لوجان لديه أكبر محيط قاعدة لأي جبل غير بركاني على سطح الأرض (هناك عدد كبير من البراكين الدرعية أكبر بكثير في الحجم والكتلة)، حيث يحتوي المسيف (مجموع قمم مترابطة في سلسلة جبال) على إحدى عشرة قمة يتجاوز ارتفاعها 5,000 متر (16,400 قدم).
وبسبب الرفع التكتوني النشط، فإن جبل لوجان ما زال يرتفع لأعلى. وقبل عام 1992، كان الارتفاع الدقيق لجبل لوجان غير معروف، وكانت القياسات تتراوح بين 5,959 متر (19,551 قدم) إلى 6,050 متر (19,849 قدم). وفي مايو من عام 1992، تسلقت بعثة من هيئة المساحة الجيولوجية في كندا جبل لوجان وحددت الارتفاع الحالي على أنه 5,959 متر (19,551 قدم) باستخدام GPS.
تنخفض درجات الحرارة بشدة على جبل لوجان وحوله. وفي الهضبة التي ترتفع إلى 5000 م، تتراوح درجات حرارة الهواء حول −45 °م (−49 °ف) في الشتاء، وتصل إلى ما يقرب من درجة التجمد في الصيف، في حين أن متوسط درجة الحرارة خلال العام يصل إلى حوالي −27 °م (−17 °ف). ويؤدي الذوبان الضئيل للجليد إلى تكون غطاء ثلجي ضخم، يصل إلى 300 م (984 قدم) تقريبًا في بعض المواقع.

## قمم المسيف
يعتبر أن مسيف جبل لوجان يحتوي على كل القمم المحيطة به الأقل من 500 م (1,640 قدم) من الارتفاع، كما هو موضح أدناه:
| القمة                                  | الارتفاع             | النتوء                                                | الإحداثيات |
| -------------------------------------- | -------------------- | ----------------------------------------------------- | ---------- |
| الرئيسية                               | 5,959 م (19,551 قدم) | 5,250 م (17,224 قدم) فوق مينتاستا باس (Mentasta Pass) |            |
| قمة فيليب (Philippe) (إلى الغرب)       | 5,925 م (19,439 قدم) | 265 م (869 قدم)                                       |            |
| قمة لوجان الشرقية (قمة ستيوارت Stuart) | 5,898 م (19,350 قدم) | 198 م (650 قدم)                                       |            |
| قمة هوستون (Houston)                   | 5,740 م (18,832 قدم) | 100 م (328 قدم)                                       |            |
| قمة بروسبيكتور (Prospector)            | 5,644 م (18,517 قدم) | 344 م (1,129 قدم)                                     |            |
| قمة AINA                               | 5,630 م (18,471 قدم) | 130 م (427 قدم)                                       |            |
| قمة راسيل (Russell)                    | 5,580 م (18,307 قدم) | 80 م (262 قدم)                                        |            |
| قمة تادور (Tudor) (قمة لوجان الشمالية) | 5,559 م (18,238 قدم) | 219 م (719 قدم)                                       |            |
| قمة ساكسون (Saxon) (الشمال الشرقي)     | 5,500 م (18,045 قدم) | 80 م (262 قدم)                                        |            |
| قمة كوين (Queen)                       | 5,380 م (17,651 قدم) | 160 م (525 قدم)                                       |            |
| قمة كابيت (Capet) (الشمال الغربي)      | 5,250 م (17,224 قدم) | 240 م (787 قدم)                                       |            |
| قمة كاتيناري (Catenary)                | 4,097 م (13,442 قدم) | 397 م (1,302 قدم)                                     |            |
| قمة تيدي (Teddy)                       | 3,956 م (12,979 قدم) | 456 م (1,496 قدم)                                     |            |

## أول صعود

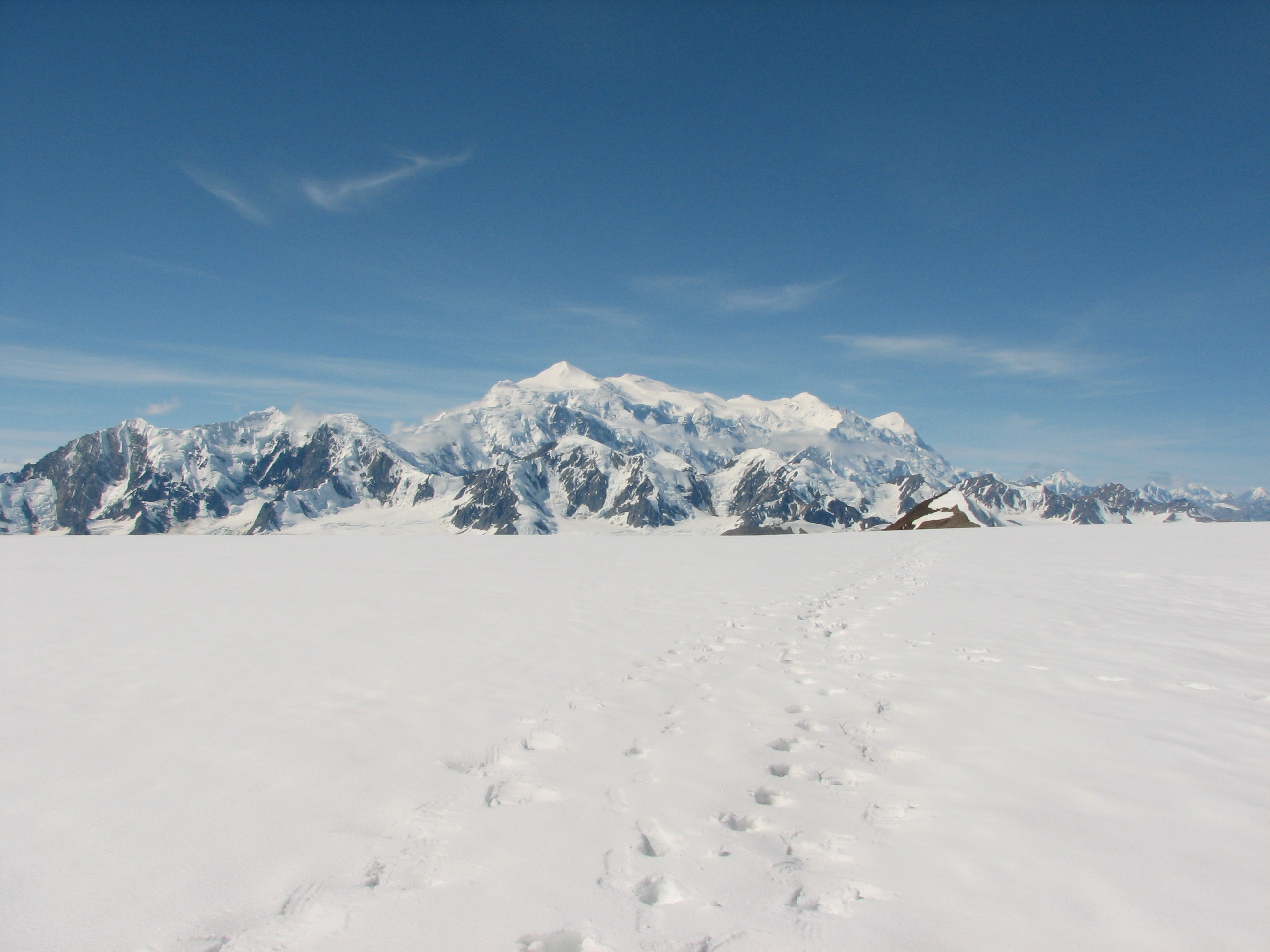
جبل لوجان من الشمال الشرقي، عندما تراه من حقل كلوان الجليدي

في عام 1922، تقدم عالم جيولوجي باقتراح إلى نادي جبال الألب في كندا لكي يقوم النادي بإرسال فريق إلى الجبل للوصول إلى قمته للمرة الأولى. وتم تجميع فريق دولي من متسلقين كنديين وبريطانيين وأمريكيين، وقاموا في البداية بالتخطيط لمحاولتهم في عام 1924، إلا أن التمويل والإعدادات أخرت الرحلة حتى عام 1925. وقد بدأ هذا الفريق الدولي رحلته في بدايات مايو، حيث عبروا الأراضي البرية الرئيسية من ساحل المحيط الهادي بالقطار. ثم ساروا المسافة المتبقية والتي مقدارها 200 كيلومتر (120 ميل) إلى مسافة 10 كيلومتر (6 ميل) من بحر لوجان الجليدي، حيث قاموا بإنشاء معسكر قاعدة هناك. ومع حلول ليلة الثالث والعشرين من يونيو 1925، وصل آلبيرت إتش ماكارثي (Albert H. MacCarthy) (القائد)، وإتش إف لامبارت (H.F. Lambart) وآلين كاربيه (Allen Carpé) ودابليو دابليو فوستر وإن ريد (N. Read) وآندي تايلور (Andy Taylor) إلى قمة الجبل لأول مرة. وقد استغرقوا 65 يومًا للوصول إلى قمة الجبل من أقرب مدينة له، وهي ماكارثي، والعودة، حيث كان كل المتسلقين بصحة وعافية.

## محاولات وعمليات الصعود الهامة التالية
- 1957 قمة الجبل الشرقية. وصل دون مونك (Don Monk) وجيل روبرتس (Gil Roberts) و 3 آخرون (من الولايات المتحدة الأمريكية) إلى قمة الجبل في التاسع عشر من يوليو.[20]
- 1965 قمة جبل هامينج بيرد (Hummingbird (قمة الجبل الجنوبية). ديك لونج (Dick Long) وآلين ستيك (Allen Steck) وجيم ويلسون (Jim Wilson) وجون إيفانز (John Evans) وفرانك كول (Frank Coale) وبول بيكون (Paul Bacon) (من الولايات المتحدة الأمريكية) على مدار 30 يومًا، من منتصف يوليو إلى منتصف أغسطس. علق فريد بيكي (Fred Beckey) قائلاً: «عندما عادوا، لم نصدق أنهم تمكنوا من تسلق هذا الشيء. لم نكن نعتقد أنهم يمكنهم فعل ذلك».[21] مسجل في خمسين عملية تسلق كلاسيكية في أمريكا الشمالية.
- 1977 قمة جبل واربلار (Warbler). ديف جونز (Dave Jones) وفرانك باومان (Frank Baumann) وفريد ثيسين (، Fred Thiessen) وجاي بيدج (Jay Page) (جميعهم من كندا) وريني بوتشار (Rene Bucher) (سويسري) خلال 22 يومًا.[22]
- 1979 قمة الجبل الشمالية الغربية. مايكل داون (Michael Down) (كندا)، وبول كيندري (Paul Kindree) وجون هوي (John Howe) وريد كارتر (Reid Carter) وجون ويتماير (John Wittmayer) تسلقوا وصولاً إلى القمة في 22 يومًا، حيث وصلوا إلى القيمة في التاسع عشر من يونيو.[23]
- 1979 قمة الجبل الجنوبية - الجنوبية الغربية. وصل ريموند جوتيراند (Raymond Jotterand) (كندا) وآلان بورجيس (Alan Burgess) وجيم إيلزينجا (Jim Elzinga) وجون لاوفلان (John Laughlan) إلى القيمة بعد 15 يومًا من التسلق في الثلاثين من يونيو والأول من يوليو.[24]
- في عام 1987، انتهت محاولة لتسلق قمة جبل هامينج بيرد بنفس طريقة جبال الألب بسبب وفاة كاثرين فيرير (Catherine Freer) (من الولايات المتحدة الأمريكية)، وهي أقوى متسلقة جبال في أمريكا الشمالية، وديفيد تشيزموند (David Cheesmond) من جنوب إفريقيا وكندا، والذي اعتبر من أفضل متسلقي الجبال في العالم، عندما انهار إفريز من الجليد.[25]

## اقتراح تغيير التسمية

نظرة ثلاثية الأبعاد على جبل لوجان

بعد وفاة رئيس الوزراء السابق بيير ترودياو (Pierre Trudeau)، فكّر رئيس الوزراء جيان شيريتيان (Jean Chrétien)، وهو صديق مقرب إلى ترودياو، في تغيير اسم الجبل إلى جبل ترودياو،

إلا أن معارضة سكان ياكون ومتسلقي الجبال وعلماء الجيولوجي ومنتقدي ترودياو السياسيين بالإضافة إلى العديد من الكنديين الآخرين أجبرته على التنازل عن تلك الخطة. وتمت تسمية جبل آخر في كولومبيا البريطانية في مجموعة جبال بريميير (Premier) إلى جبل بيير إليوت ترودياو بدلاً من ذلك.

## إنقاذ مايو 2005
خلال آخر أيام شهر مايو عام 2005، علق ثلاثة متسلقين من فريق بحث وإنقاذ الشاطئ الشمالي من شمال فانكوفر على الجبل. وقد تم إنقاذ هؤلاء المتسلقين الثلاثة من خلال عملية مشتركة بين القوات الكندية والأمريكية وتم نقلهم إلى آنكوراج (Anchorage)، في آلاسكا من أجل تلقي العلاج نتيجة ما تعرضوا له بسبب الصقيع.

## قائمة المراجع
- Irving, R. L. G., Ten Great Mountains (London, J. M. Dent & Sons, 1940)[29]
- Sherman، Paddy (1965). Cloud Walkers - Six Climbs on Major Canadian Peaks. Toronto, Canada: Macmillan of Canada. ص. 1–38. Lib Congress Cat# 65-25069. {{استشهاد بكتاب}}: يحتوي الاستشهاد على وسيط غير معروف وفارغ: |الرقم المعياري= (مساعدة)
- Roper، Steve (1979). Fifty Classic Climbs of North America. San Francisco, CA, USA: Sierra Club Books. ص. 179–182. {{استشهاد بكتاب}}: الوسيط author-name-list parameters تكرر أكثر من مرة (مساعدة) والوسيط غير المعروف |الرقم المعياري= تم تجاهله يقترح استخدام |ردمك= (مساعدة)

## وصلات خارجية
- Mount Logan on Peakware - photos
- Map showing location of Mount Logan in the Saint Elias Range
- 2009 Trip Report

قالب:Seven Second Summits